# Anse à la Barque
Anse à la Barque est une baie de Guadeloupe située en Basse-Terre entre les communes de Bouillante et de Vieux-Habitants. 
Le site est classé depuis 1980 au titre des monuments naturels et des sites. 

## Géographie
Elle est située entre la pointe de l'Anse au nord et la pointe Dibuque au sud. La route nationale 2 en fait le tour par la côte et un phare domine l'anse. Elle abrite aussi les ruines d'une indigoterie.

## Histoire
Seul endroit véritablement à l'abri pour les navires de hauts bords entre Deshaies et Vieux-Habitants, l'anse à la Barque est le lieu de nombreux combats entre Français et Anglais. Dès 1691, les Anglais y débarquent mais en 1703, ils échouent. Une batterie est installée dès 1749-1750 sur la pointe de l'Épinard (actuelle pointe Dibuque) pour protéger l'anse face à une autre batterie de construction plus ancienne sur la pointe de l'Anse (à l'époque pointe Duché). Le père Labat la visite au XVIIIe siècle et la décrit. 
Ainsi, en 1746 des combats y ont lieu lors de la guerre de Succession d'Autriche. L'amiral anglais Charles Knowles y attaque un senau et six caboteurs mais l'anse est défendue par les habitants venus au secours des embarcations et mettent en échec les Anglais qui, néanmoins, après un vif combat, s'emparent du senault avant de le perdre de nouveau face aux habitants. 
Après l'occupation anglaise il ne reste qu'un seul canon de fer à l'anse à la Barque et, comme le lieu est très fréquenté et de haut intérêt stratégique, un port y est créé dès 1777. Il peut contenir quarante vaisseaux; Le marais du fond est alors comblé. Le port est utilisé comme refuge par les corsaires des colonies françaises navigant sous pavillon insurgent, c'est-à-dire américain, pour attaquer les bâtiments anglais. 
Le peintre Joseph Coussin (1773-1836) dessine en 1805 une vue prise de la pointe Dibuque qui, conservée dans les collections de la ville de Saint-Claude, est classée en 2005 au titre des objets mobiliers. 
Le 17 décembre 1809, les flûtes La Seine et La Loire, escortées par les frégates Clorinde et Renommée s'y réfugient pour éviter des navires anglais. Ces derniers tentent alors de s'en emparer. 1 200 hommes défendus par les deux batteries se battent violemment. Après d’âpres combats, les forces françaises cèdent et les Anglais s'emparent alors des marchandises.  
En 1935, un projet pour permettre l'ancrage des gros cargos est établi. Un appontement en béton armé de 60 mètres de long pour l'accostage des chalands et des petites embarcations est construit en attendant le développement pour accueillir les cargos. Mais, le cyclone Hugo, en 1989, détruit les installations et le projet est abandonné. 
Le 17 novembre 1972 un accident de transport en commun dans le virage de la pointe de l'Anse fait 16 victimes. Un monument en leur mémoire y a été apposé le 17 décembre 2000.
L'anse à la Barque est classée en 2003 au Conservatoire du Littoral (catégorie IV : Aire de gestion des habitats ou des espèces).

## La Maison du gardien
Construite en 1933, il s'agit d'une maison en rez-de-chaussée en ciment, bois du Nord et sapin, matériaux issus des dédommagements versés par les Allemands à l'issue de la Première Guerre mondiale. Une galerie borde la façade. La maison a été fortement endommagée en novembre 1999 lors du cyclone Lenny puis restaurée en 2001.

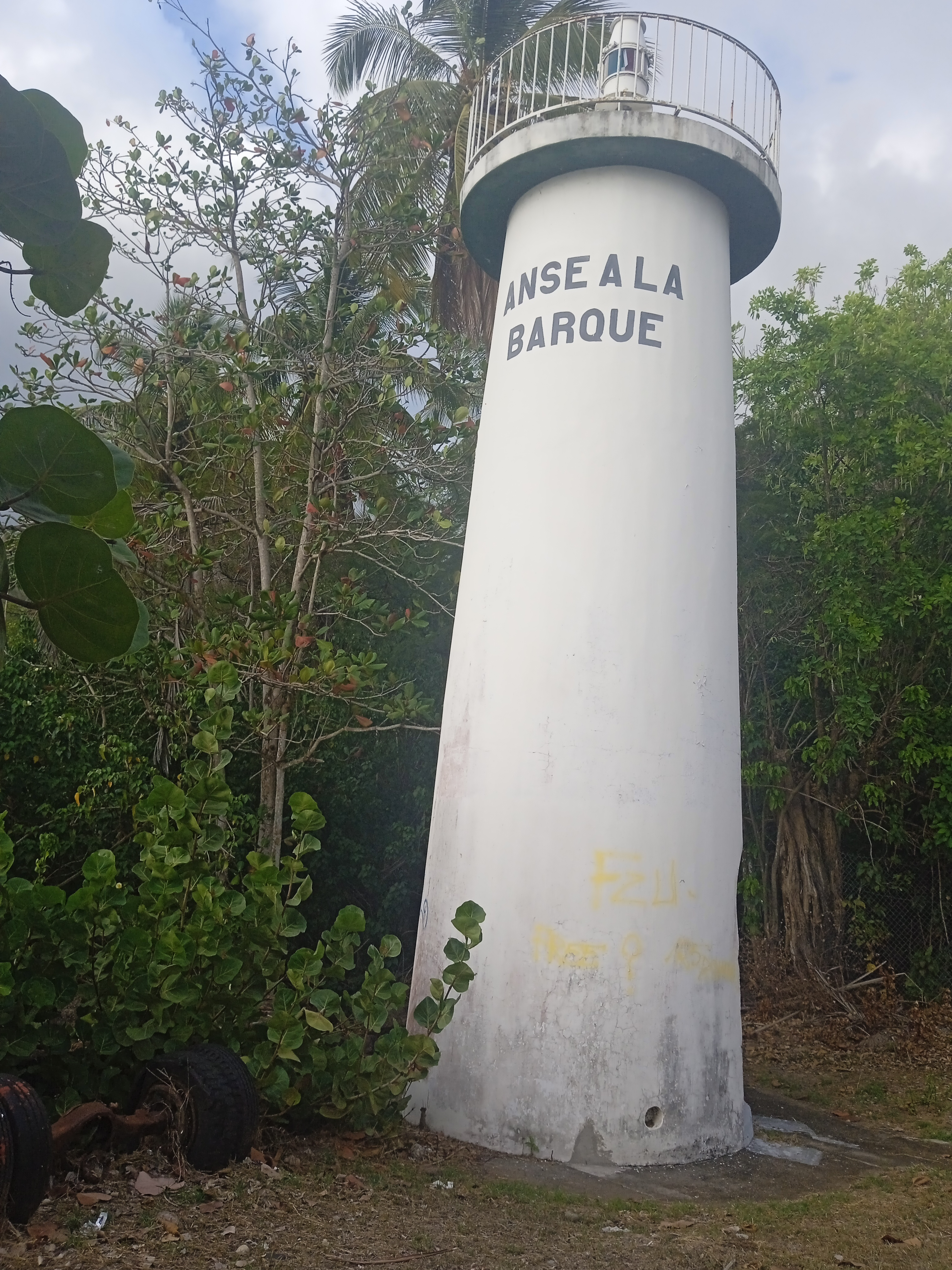
Phare de l'anse à la Barque.
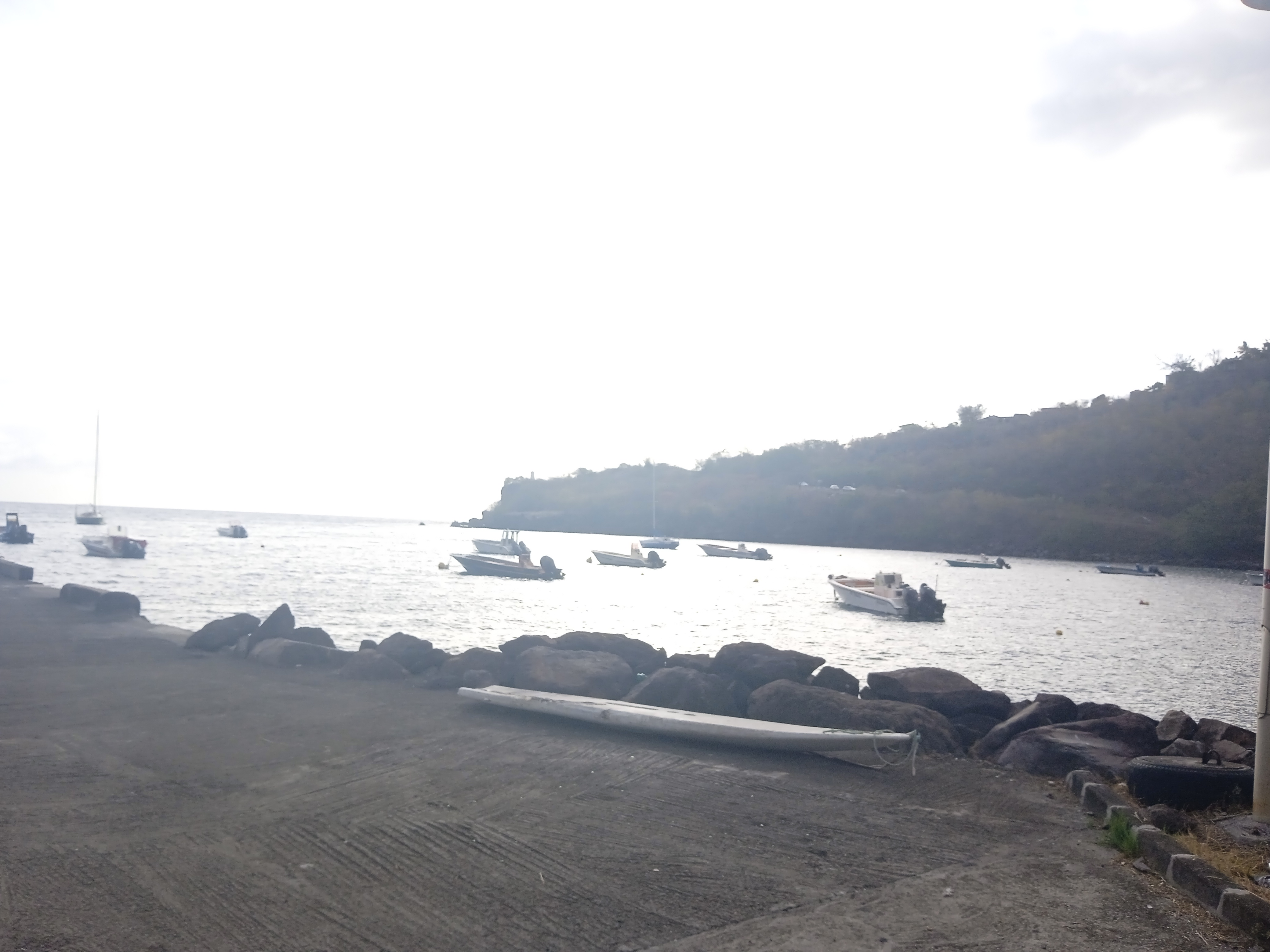
Pointe de l'Anse.
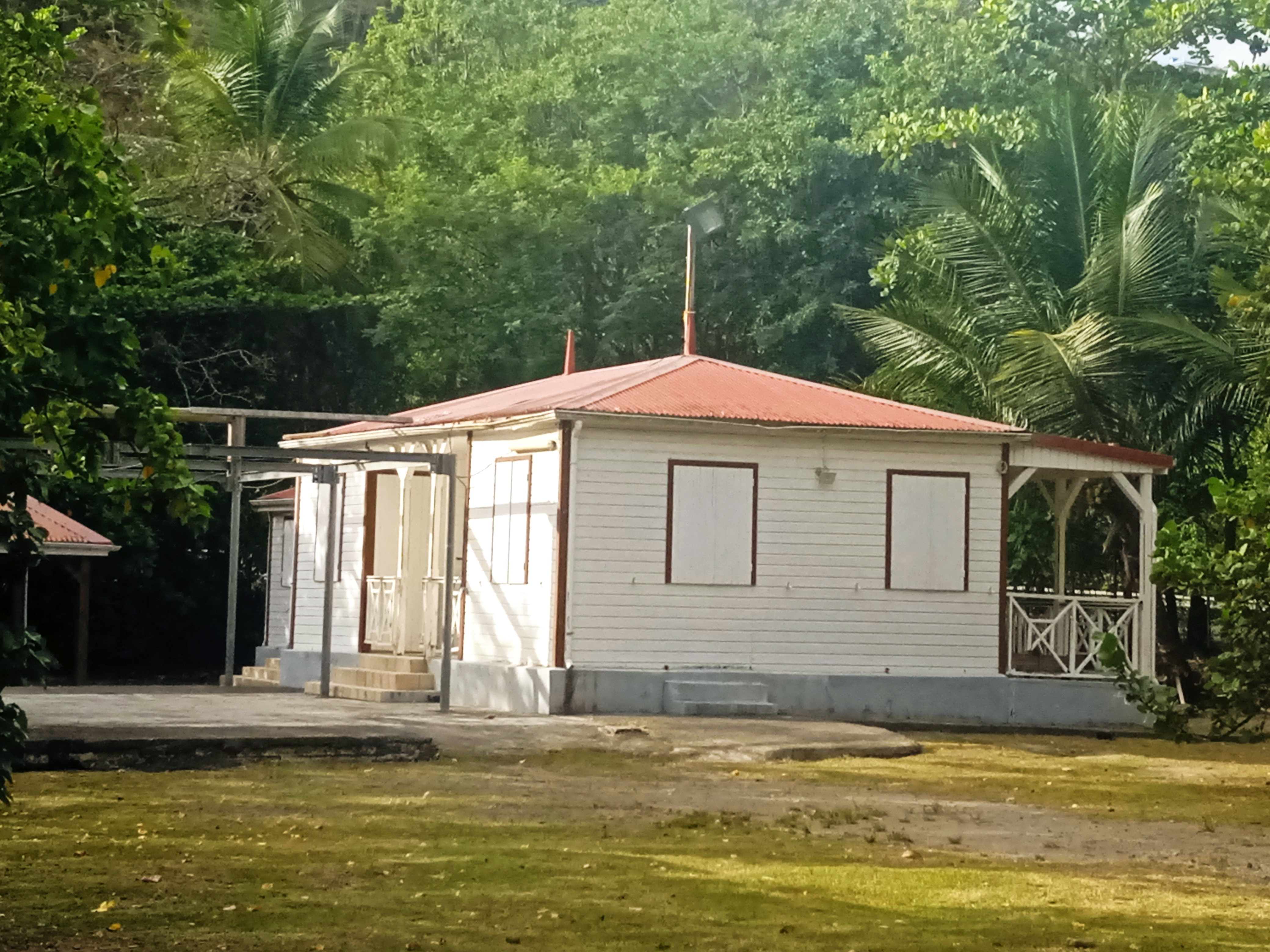
Maison du gardien du phare de l'anse à la Barque.
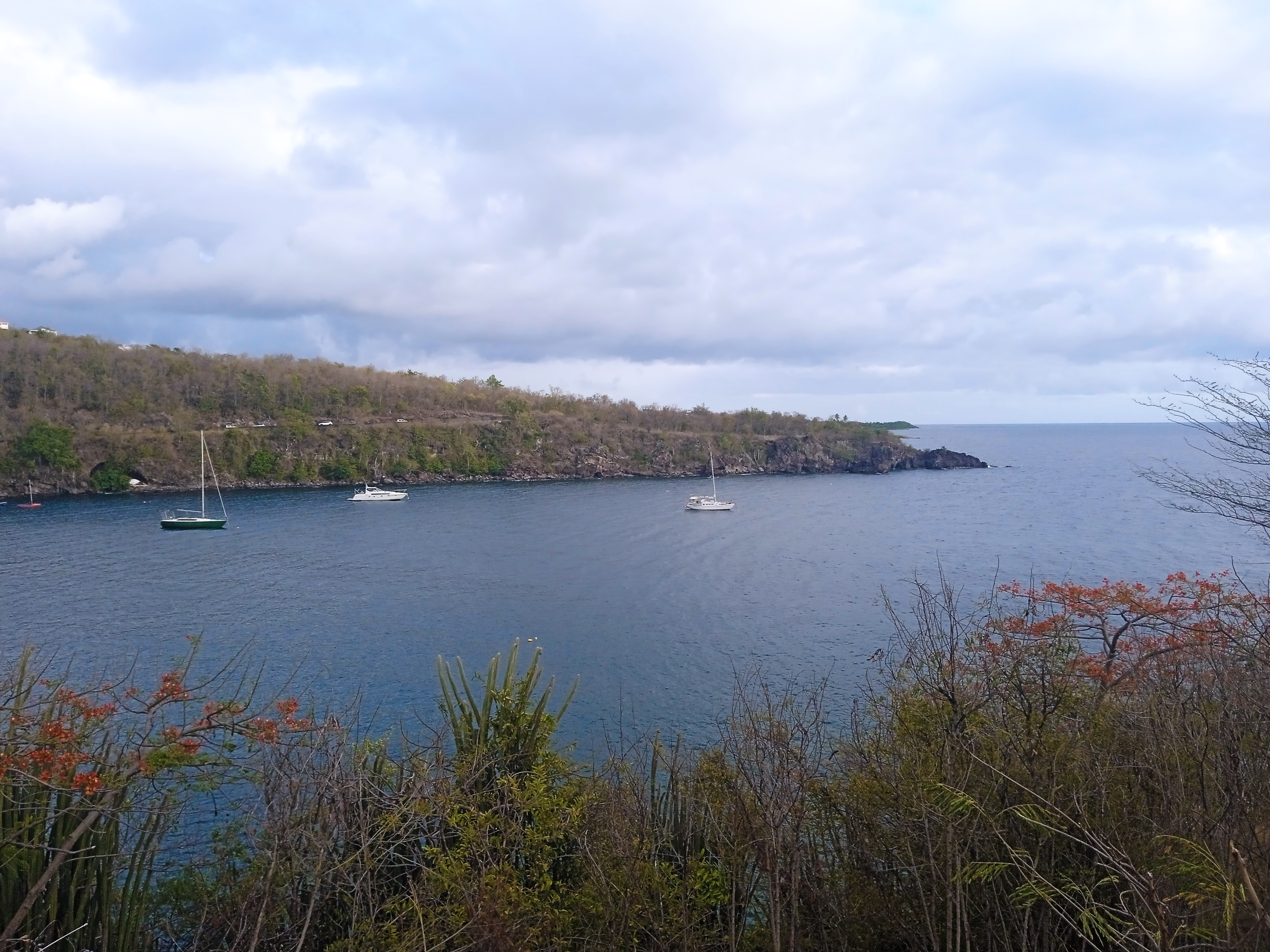
Anse à la Barque et pointe Dibuque vues de la pointe de l'Anse.
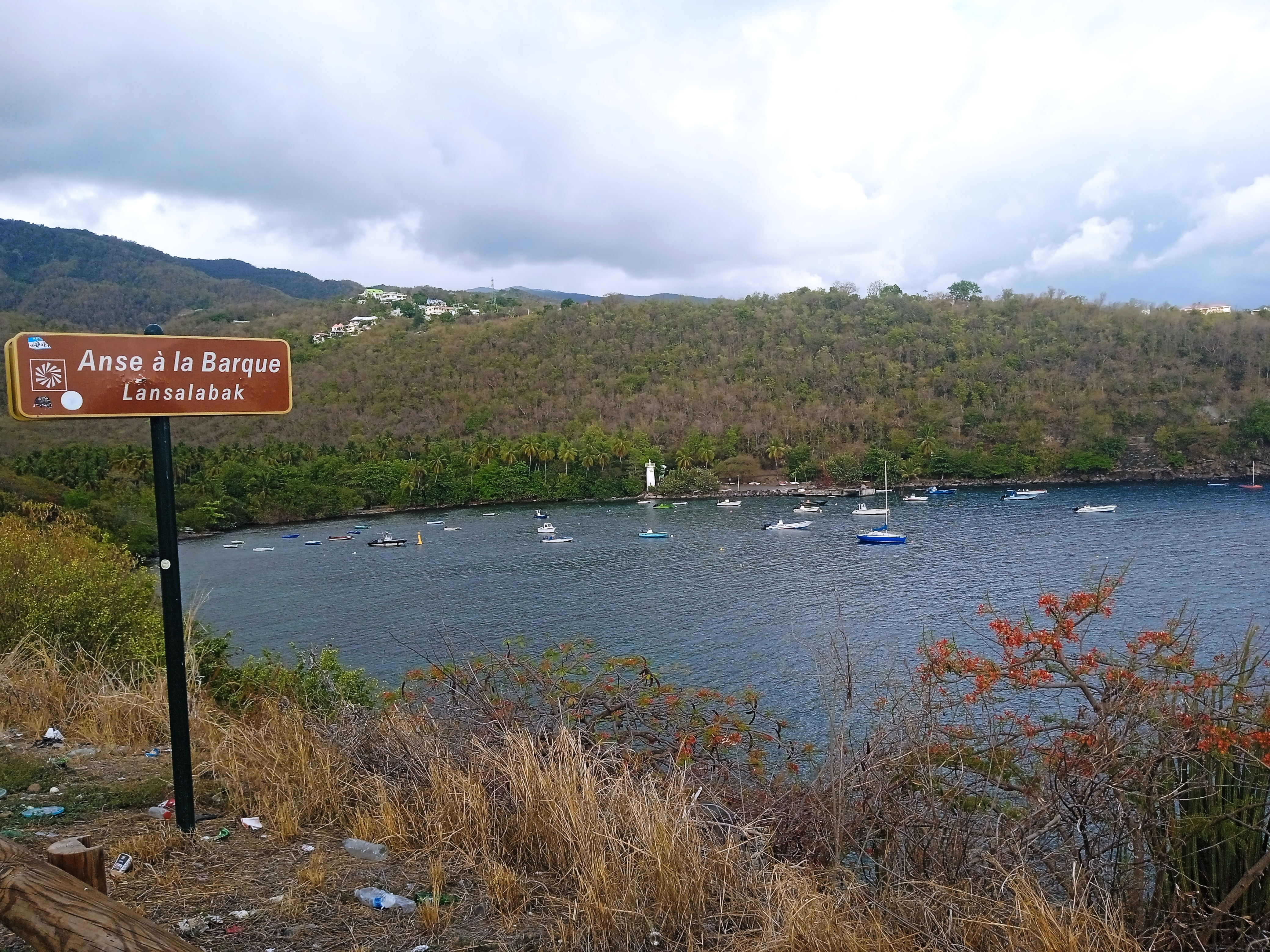
Vue complète de l'anse à la Barque.
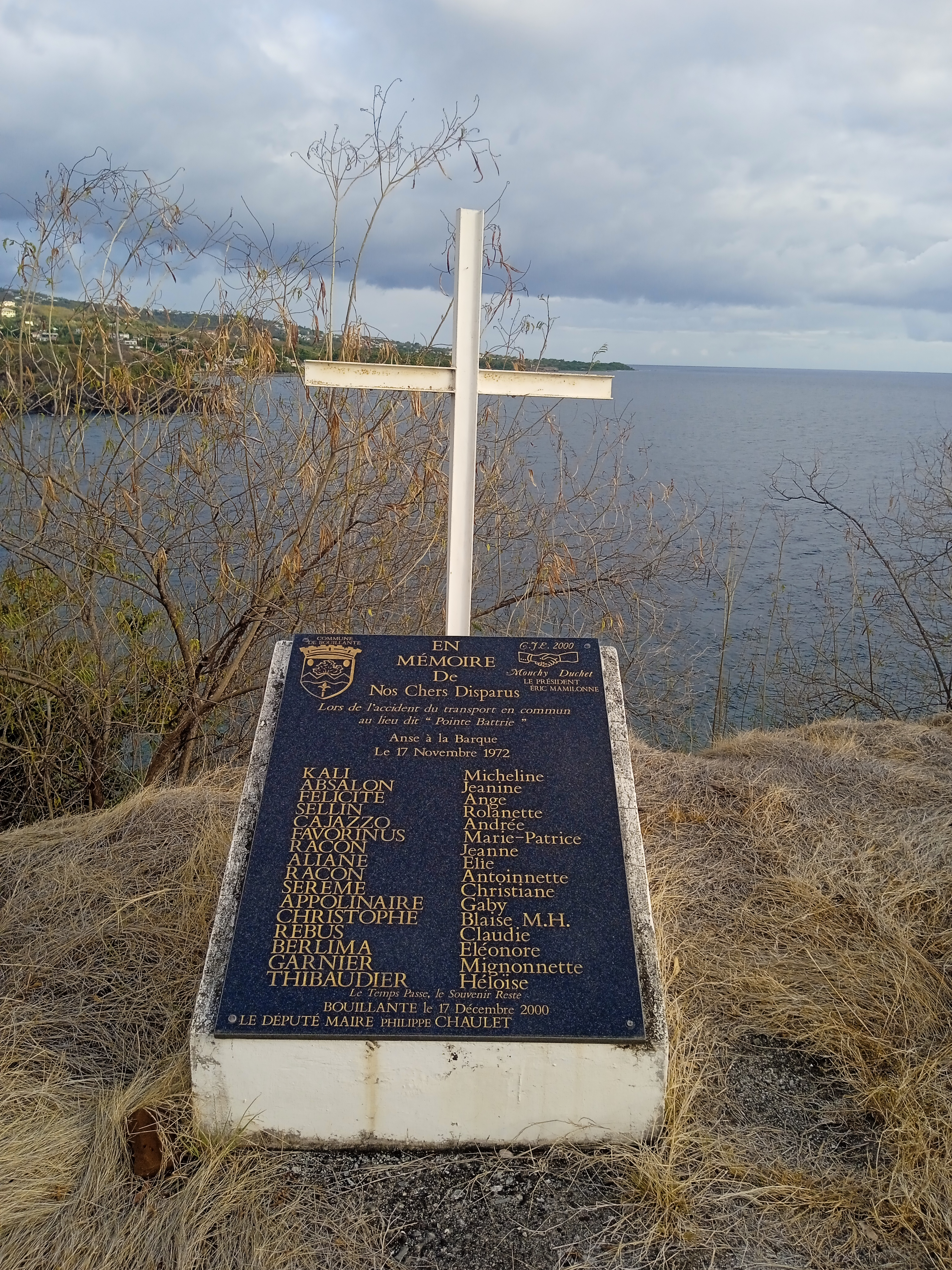
Mémorial des victimes de l'accident de bus du 17 novembre 1972 à l'anse à la Barque.